# Rulyrana flavopunctata
Espèce
Synonymes
- Centrolenella flavopunctata Lynch & Duellman, 1973
- Cochranella flavopunctata (Lynch & Duellman, 1973)

Statut de conservation UICN

 LC  : Préoccupation mineure
Rulyrana flavopunctata est une espèce d'amphibiens de la famille des Centrolenidae.

## Répartition
Cette espèce se rencontre de 700 à 1 800 m d'altitude :
- en Équateur sur le versant amazonien de la cordillère Orientale ;
- en Colombie dans les départements de Boyacá, de Caquetá et de Meta sur le versant amazonien de la cordillère Orientale.

Sa présence est incertaine au Pérou.

## Description
Les mâles mesurent de 20,6 à 23,2 mm et les femelles de 24,1 à 25,7 mm.

## Publication originale
- Lynch & Duellman, 1973 : A review of the centrolenid frogs of Ecuador, with descriptions of new species. Occasional Papers of the Museum of Natural History, University of Kansas, no 16, p. 1-66 (texte intégral).